# 长安商场
39°54′23″N 116°20′20″E / 39.906471°N 116.339012°E

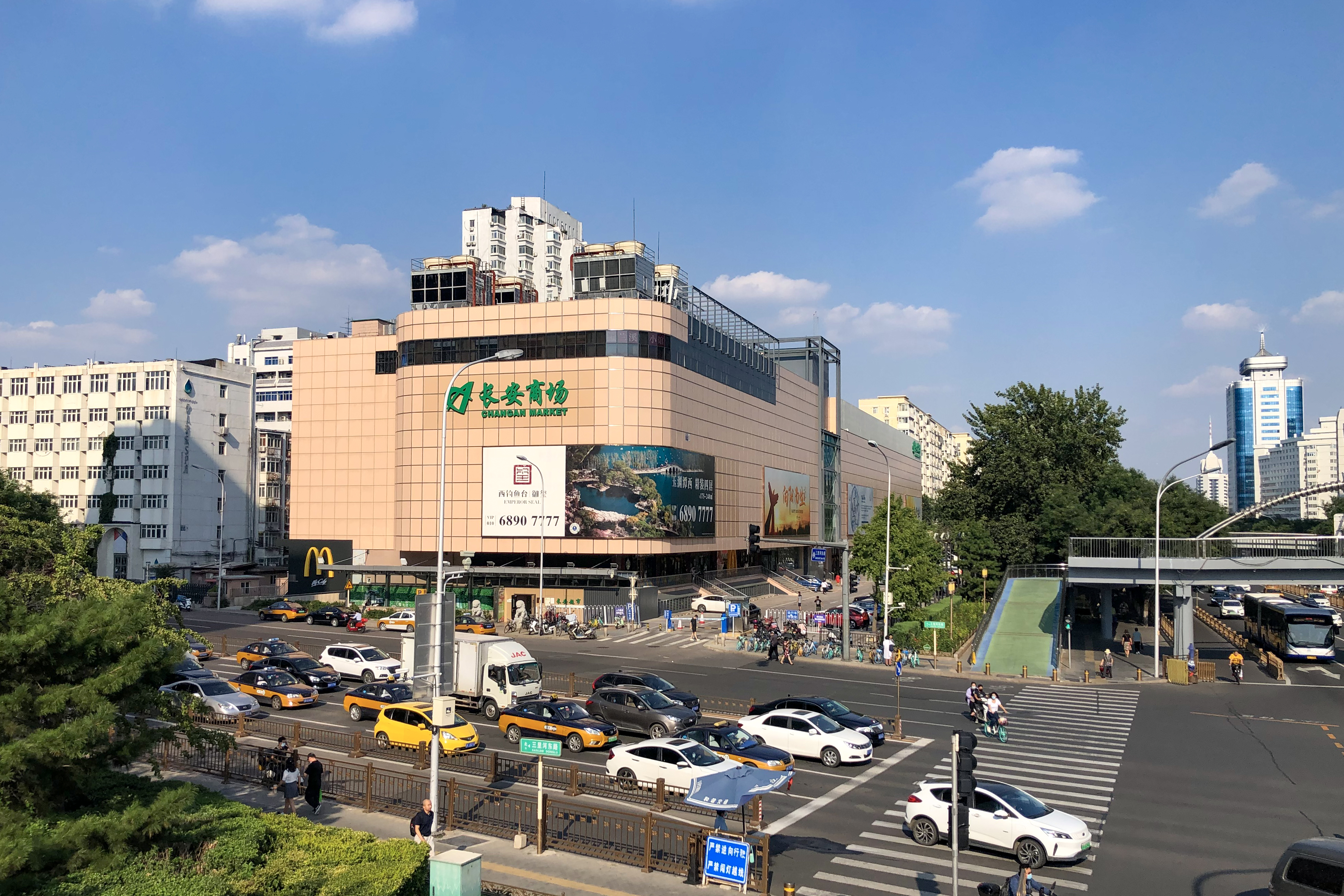
长安商场（2020年8月）

长安商场位于北京市西城区复兴门外大街15号，是一座多功能商业设施。

## 历史革沿

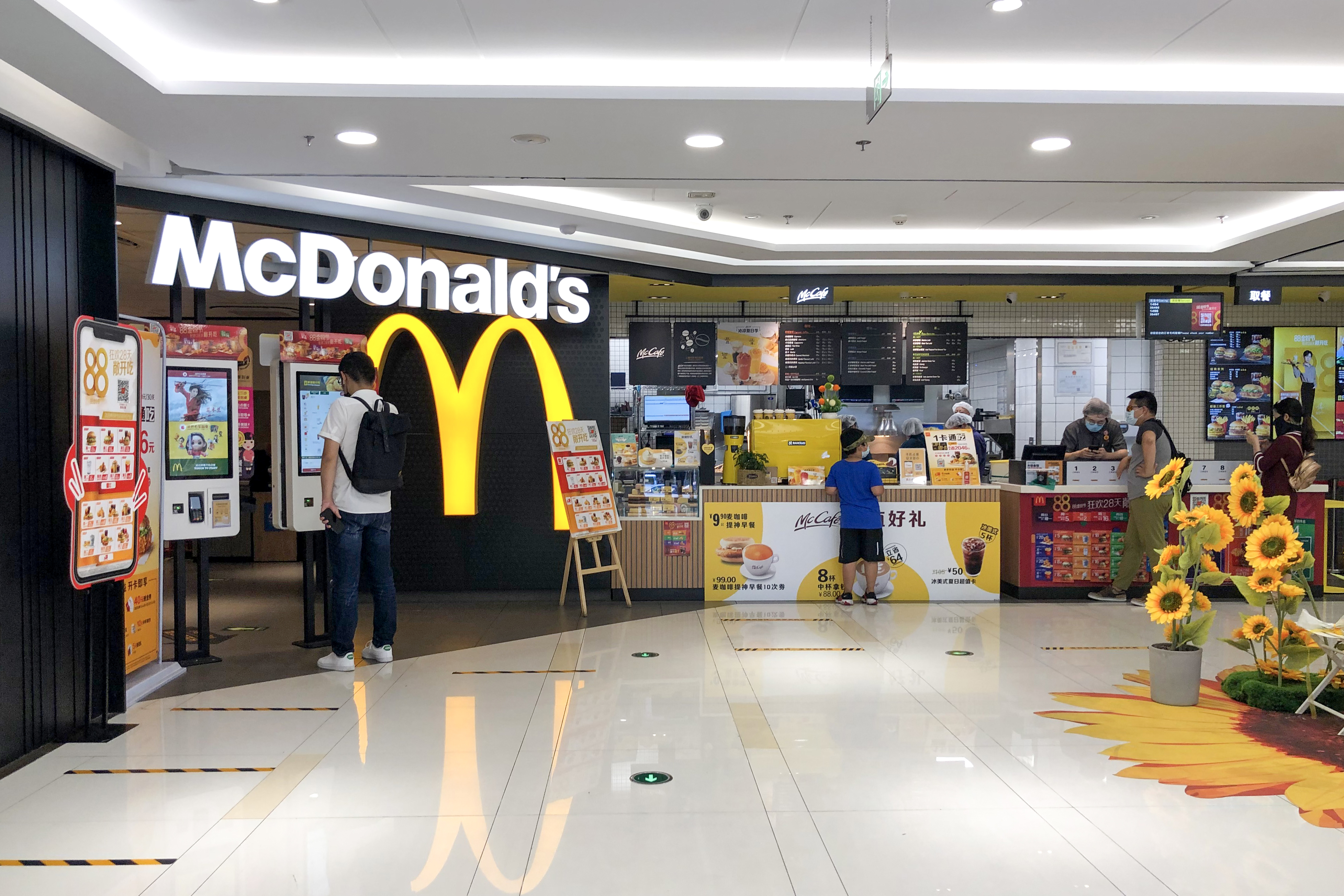
长安商场改造后重新入驻的麦当劳餐厅

1990年5月18日，长安商场正式开业，原本是为1990年北京亚运会而服务的商业配套设施，也是当时北京市西城区最大的商场，当天首先开业的是百货厅及食品厅。此后，
1992年，北京市第二家麦当劳门店也于在长安商场开张。
2013年3月24日24时，北京第二家麥當勞因為經營不善而关闭。
2019年12月27日，長安商場在原址重新裝修完畢，再次開张。
2019年4月至12月，长安商场闭店改造，对零售、功能、超市经营面积配比结构进行重新调整后于2019年12月27日重张开业。